# Marco Zanni
Marco Zanni, né le 11 juillet 1986 à Lovere, est un homme politique italien, membre de la Ligue du Nord (LN).

## Biographie
Marco Zanni est élu député européen le 25 mai 2014 sur les listes du Mouvement 5 étoiles (M5S). Il siège avec les autres membres de son parti au sein du groupe Europe de la liberté et de la démocratie directe (ELDD) jusqu'en janvier 2017, lorsqu'il rejoint à titre individuel le groupe Europe des nations et des libertés (ENL). Il quitte le Mouvement 5 étoiles au même moment.
Il rejoint la Ligue du Nord en mai 2018.
Le 12 juin 2019, lors de la réunion de constitution du groupe Identité et démocratie au Parlement européen, il est élu président du groupe.